# Stefan Każuro
Stefan Każuro (ur. 11 lutego 1962 w Dębinie) – polski aktor teatralny, serialowy i dubbingowy. W 1979 roku otrzymał Brązowy Samowar na Festiwalu Piosenki Radzieckiej w Zielonej Górze. W 1985 roku ukończył Studium Wokalno-Aktorskie im. Danuty Baduszkowej przy Teatrze Muzycznym w Gdyni.

## Edukacja
Studiował w Studium Wokalno-Aktorskim im. Danuty Baduszkowej przy Teatrze Muzycznym w Gdyni. Naukę w studium łączył z pracą w repertuarowych spektaklach Teatru Muzycznego, więc jego debiuty przypadły na spektakle: „Skrzypek na dachu”, „Drugie wejście smoka” (obydwa w reżyserii Jerzego Gruzy), „Widma” (reżyseria: Ryszard Peryt) oraz na spektakl dyplomowy „The Fantastics” (w reżyserii małżeństwa: Henryka Bisty i Urszuli Mordzewskiej – przyjaciół i opiekunów roku).

## Praca artystyczna
Po ukończeniu pracy dyplomowej, której promotorami byli Joanna Pałucka i Grzegorz Kucias, rozpoczął pracę artystyczną w Kwartecie RAMPA. Po ukończeniu nauki w studium, Jerzy Gruza zaprosił Stefana Każuro do udziału w filmie „Pierścień i róża”, gdzie zagrał główną rolę księcia Lulejko. W Warszawie poznał Andrzeja Strzeleckiego, z którym rozpoczął współpracę, między innymi poprzez; udział w spektaklu „Złe zachowanie”. Następnie pracował w spektaklach TEATRU RAMPA stworzonym przez Andrzeja Strzeleckiego. Kolejne występy Stefan Każuro zaliczył w przedstawieniach: „Cabaretro”, „Swet Fifties”, „Muzykoterapia”, „Czerwony stoliczek”, „Film”. W Teatrze RAMPA Każuro zrealizował monodram „Chciałbym”. Oprócz pracy w teatrze wziął udział w autorskich programach telewizyjnych Andrzeja Strzeleckiego, m.in. „Jednorazowa rzecz”, „Prezenty”, „Cabaretro I, II i III.”. Przez trzy lata brał udział w programie satyrycznym „Zulu-Gula”, w którym grał gospodarza głównego bohatera. Od 1996 roku bierze udział w programie muzycznym „Gala Piosenki Biesiadnej” i „Co nam w duszy gra”.

## Teatr
- Teatr Muzyczny w Gdyni: 1981–1985
- Teatr na Targówku: 1985–1986
- Estrada Stołeczna: 1986–1987
- Teatr Syrena: 1986
- Teatr Rampa: 1987–1998

## Filmografia
- 1986: Pierścień i róża – Książę Lulejko
- 1986: Pierścień i róża (serial) – książę Lulejko
- 1988–1991: W labiryncie – mężczyzna obserwujący Danutę Mayer
- 1997–2006: Bukolandia – Elizad (głos)
- 2008: Plebania – klient Samanty (odc. 1090)
- 2008: Kryminalni – lokator (odc. 98)
- 2011: Daleko od noszy – pan Molina (odc. 194)
- 2011–2019: Klan –
  - doktor Łazanek,
  - lekarz na Oddziale Intensywnej Terapii Medycznej,
  - zastępca kierownika Urzędu Stanu Cywilnego w Warszawie-Mokotów
- 2015: Wata cukrowa – mężczyzna z cebulą
- 2015–2020: Ojciec Mateusz –
  - Ryszard Brzozowski (odc. 184),
  - psychiatra (odc. 310)
- 2016: Na sygnale – wróżbita Andrzej (odc. 104)
- 2016: M jak miłość – lekarz (odc. 1233)
- 2018 Studniówk@ – ojciec Agnieszki i Ady

## Polski dubbing

### Role
- 1993: Piękna i Bestia (pierwsza wersja dubbingowa) – Bestia / książę
- 1993: Chip i Dale – Żaża Labrador (odc. 50)
- 1995: Toy Story –
  - Lornetka,
  - ranny żołnierz
- 1996–1997: Myszka Miki i przyjaciele
- 1997: Konik Garbusek (druga wersja dubbingowa) – Iwan
- 1998: Ostatni rozdział – Moss
- 1998–2004: Niedźwiedź w dużym niebieskim domu (pierwsza wersja dubbingowa) – Pop
- 1998: Piękna i Bestia. Zaczarowane święta – Bestia / książę
- 1999: Piękna i Bestia: Zaczarowany świat Belli – Bestia
- 1999: A to histeria! – Marek Antoniusz (odc. 25)
- 2000: Miś Yogi: Jak się macie – Misia znacie? (druga wersja dubbingowa)
- 2001−2008: Café Myszka – Bestia / książę
- 2002: Piękna i Bestia (druga wersja dubbingowa) – Bestia / książę
- 2003: Gdzie jest Nemo? – Bulgotek
- 2004: Magiczna gwiazdka Mikiego: Zasypani w Café Myszka – Bestia
- 2005: Elmo i święta – Niedźwiadek
- 2005: KopciuchElmo – Niedźwiadek
- 2009–2010: Rączusie – Kako

### Wykonanie piosenek
- 1993–1995: Troskliwe misie (czołówka)
- 1996: Gumisie (czołówka, wydanie VHS)
- 1995: Przygody Myszki Miki i Kaczora Donalda (odc. 41c, pierwsza wersja dubbingowa)
- 1995: Przygody Animków – „Jak dobrze być samurajem”, „Istambuł” oraz „Pieniądze to fakt” (odc. 60, 63)
- 1997–1998: Szczenięce lata Toma i Jerry’ego (czołówka)
- 1995–1998: Pinky i Mózg (czołówka oraz odc. 54-55, 58-59)
- 1996: Troll w Nowym Jorku
- 1998: Flintstonowie (czołówka)
- 1999–2001: A to histeria!
- 1998–2001: Olinek Okrąglinek (czołówka)
- 2000: Miś Yogi: Jak się macie – Misia znacie? (druga wersja dubbingowa)
- 2002: Holly-rockowa kołysanka
- 2004: Tom (czołówka)
- 2008–2010: Owocowe ludki (tyłówka)
- 2010: Zaplątani – „Marzenie mam” oraz skład chóru